# Canton de Gleizé
Le canton de Gleizé est une circonscription électorale française située dans le département du Rhône, en région Auvergne-Rhône-Alpes.

## Géographie
Le canton s'étend sur 164,92 km2 d'est en ouest de la Saône aux monts du Beaujolais et regroupe quinze communes, toutes membres de la communauté d'agglomération Villefranche-Beaujolais-Saône.

## Histoire
Il est créé par un décret du 28 février 2000, art. 2, en détachant les communes qui le composent de celui de Villefranche-sur-Saône et entre en vigueur à l'occasion des élections cantonales de mars 2001.
À la suite du redécoupage cantonal de 2014, les limites territoriales du canton sont modifiées par un décret du 27 février 2014, art. 8. 
À partir des élections départementales de mars 2015, le nombre de communes du canton passe de 14 à 15. Les communes de Saint-Étienne-des-Oullières et Saint-Georges-de-Reneins lui sont rattachées, cependant Cogny rejoint le canton du Bois-d'Oingt.

## Représentation

### Représentation avant 2015
| Période | Période          | Identité         | Étiquette    | Qualité                                                             |
| ------- | ---------------- | ---------------- | ------------ | ------------------------------------------------------------------- |
| 2001    | 2004 (démission) | Élisabeth Lamure | RPR puis UMP | Chef d'entreprise Maire de Gleizé (1989-2015) Sénatrice (2004-2020) |
| 2005    | 2015             | Michel Thien     | UMP          | Chef d'entreprise Maire de Limas depuis 1997                        |

### Représentation à partir de 2015
| Période élective | Période élective | Mandat | Mandat   | Identité      | Nuance | Nuance | Qualité                                                                                      |
| ---------------- | ---------------- | ------ | -------- | ------------- | ------ | ------ | -------------------------------------------------------------------------------------------- |
| 2015             | 2021             | 2015   | 2021     | Sylvie Épinat |        | LR     | Maire de Saint-Georges-de-Reneins (2014-2017)                                                |
| 2015             | 2021             | 2015   | 2021     | Michel Thien  |        | LR     | Ancien chef d'entreprise Maire de Limas depuis 1997, Vice-Président du conseil départemental |
| 2021             | 2028             | 2021   | en cours | Sylvie Épinat |        | LR     | Conseillère sortante                                                                         |
| 2021             | 2028             | 2021   | en cours | Michel Thien  |        | LR     | Conseiller sortant                                                                           |

### Résultats détaillés

#### Élections de mars 2015
À l'issue du 1er tour des élections départementales de 2015, deux binômes sont en ballottage : Christiane Guicherd et Daniel Valéro (FN, 35,45 %) et Sylvie Épinat et Michel Thien (UMP, 32,52 %). Le taux de participation est de 47,09 % (10 618 votants sur 22 550 inscrits) contre 48,95 % au niveau départemental et 50,17 % au niveau national.
Au second tour, Sylvie Épinat et Michel Thien (UMP) sont élus avec 59,93 % des suffrages exprimés et un taux de participation de 48,57 % (6 052 voix pour 10 952 votants et 22 550 inscrits).

#### Élections de juin 2021
Le premier tour des élections départementales de 2021 est marqué par un très faible taux de participation (33,26 % au niveau national). Dans le canton de Gleizé, ce taux de participation est de 31,66 % (7 437 votants sur 23 490 inscrits) contre 32,35 % au niveau départemental. À l'issue de ce premier tour, deux binômes sont en ballottage : Sylvie Epinat et Michel Thien (LR, 31,62 %) et Ghislain de Longevialle et Nathalie Petrozzi-Bedanian (Union au centre et à droite, 27,8 %).
Le second tour des élections est marqué une nouvelle fois par une abstention massive équivalente au premier tour. Les taux de participation sont de 34,36 % au niveau national, 33,07 % dans le département et 31,97 % dans le canton de Gleizé. Sylvie Epinat et Michel Thien (LR) sont élus avec 51,38 % des suffrages exprimés (3 398 voix pour 7 512 votants et 23 498 inscrits),,. 

## Composition

### Composition de 2000 à 2015
Le canton regroupait quatorze communes.
| Nom                               | Code Insee | Codepostal | Superficie (km2) | Population (dernière pop. légale) | Densité (hab./km2) |
| --------------------------------- | ---------- | ---------- | ---------------- | --------------------------------- | ------------------ |
| Gleizé (chef-lieu)                | 69092      | 69400      | 10,46            | 7 605 (2012)                      | 727                |
| Arnas                             | 69013      | 69400      | 17,52            | 3 409 (2012)                      | 195                |
| Blacé                             | 69023      | 69460      | 11,00            | 1 430 (2012)                      | 130                |
| Cogny                             | 69061      | 69640      | 5,83             | 1 154 (2012)                      | 198                |
| Denicé                            | 69074      | 69640      | 9,53             | 1 347 (2012)                      | 141                |
| Lacenas                           | 69105      | 69640      | 3,36             | 904 (2012)                        | 269                |
| Le Perréon                        | 69151      | 69460      | 14,58            | 1 436 (2012)                      | 98                 |
| Limas                             | 69115      | 69400      | 5,52             | 4 549 (2012)                      | 824                |
| Montmelas-Saint-Sorlin            | 69137      | 69640      | 4,24             | 438 (2012)                        | 103                |
| Rivolet                           | 69167      | 69640      | 16,30            | 564 (2012)                        | 35                 |
| Saint-Cyr-le-Chatoux              | 69192      | 69870      | 6,28             | 132 (2012)                        | 21                 |
| Saint-Étienne-la-Varenne          | 69198      | 69460      | 6,96             | 719 (2012)                        | 103                |
| Saint-Julien                      | 69215      | 69640      | 6,89             | 821 (2012)                        | 119                |
| Salles-Arbuissonnas-en-Beaujolais | 69172      | 69460      | 4,35             | 816 (2012)                        | 188                |
| Vaux-en-Beaujolais                | 69257      | 69460      | 17,74            | 1 064 (2012)                      | 60                 |

### Composition depuis 2015
Le canton de Gleizé comprend désormais quinze communes entières.
| Nom                               | Code Insee | Intercommunalité                 | Superficie (km2) | Population (dernière pop. légale) | Densité (hab./km2) | Modifier                                    |
| --------------------------------- | ---------- | -------------------------------- | ---------------- | --------------------------------- | ------------------ | ------------------------------------------- |
| Gleizé (bureau centralisateur)    | 69092      | CA Villefranche Beaujolais Saône | 10,46            | 7 824 (2022)                      | 748                | modifier les données · modifier les données |
| Arnas                             | 69013      | CA Villefranche Beaujolais Saône | 17,52            | 4 408 (2022)                      | 252                | modifier les données · modifier les données |
| Blacé                             | 69023      | CA Villefranche Beaujolais Saône | 11,00            | 1 692 (2022)                      | 154                | modifier les données · modifier les données |
| Denicé                            | 69074      | CA Villefranche Beaujolais Saône | 9,53             | 1 574 (2022)                      | 165                | modifier les données · modifier les données |
| Lacenas                           | 69105      | CA Villefranche Beaujolais Saône | 3,36             | 1 029 (2022)                      | 306                | modifier les données · modifier les données |
| Limas                             | 69115      | CA Villefranche Beaujolais Saône | 5,52             | 4 749 (2022)                      | 860                | modifier les données · modifier les données |
| Montmelas-Saint-Sorlin            | 69137      | CA Villefranche Beaujolais Saône | 4,24             | 530 (2022)                        | 125                | modifier les données · modifier les données |
| Le Perréon                        | 69151      | CA Villefranche Beaujolais Saône | 14,58            | 1 496 (2022)                      | 103                | modifier les données · modifier les données |
| Rivolet                           | 69167      | CA Villefranche Beaujolais Saône | 16,30            | 588 (2022)                        | 36                 | modifier les données · modifier les données |
| Saint-Cyr-le-Chatoux              | 69192      | CA Villefranche Beaujolais Saône | 6,28             | 156 (2022)                        | 25                 | modifier les données · modifier les données |
| Saint-Étienne-des-Oullières       | 69197      | CA Villefranche Beaujolais Saône | 9,66             | 2 236 (2022)                      | 231                | modifier les données · modifier les données |
| Saint-Georges-de-Reneins          | 69206      | CC Saône-Beaujolais              | 27,49            | 4 533 (2022)                      | 165                | modifier les données · modifier les données |
| Saint-Julien                      | 69215      | CA Villefranche Beaujolais Saône | 6,89             | 936 (2022)                        | 136                | modifier les données · modifier les données |
| Salles-Arbuissonnas-en-Beaujolais | 69172      | CA Villefranche Beaujolais Saône | 4,35             | 789 (2022)                        | 181                | modifier les données · modifier les données |
| Vaux-en-Beaujolais                | 69257      | CA Villefranche Beaujolais Saône | 17,74            | 1 153 (2022)                      | 65                 | modifier les données · modifier les données |
| Canton de Gleizé                  | 6907       |                                  | 164,92           | 33 693 (2022)                     | 204                | modifier les données                        |

## Démographie

### Démographie avant 2015
| 2006   | 2011   | 2012   |
| ------ | ------ | ------ |
| 24 654 | 25 428 | 25 669 |

### Démographie depuis 2015
En 2022, le canton comptait 33 693 habitants, en évolution de +5,36 % par rapport à 2016 (Rhône : +4,34 %, France hors Mayotte : +2,11 %).
| 2013   | 2018   | 2022   |
| ------ | ------ | ------ |
| 31 100 | 32 445 | 33 693 |